# Speikboden
Speikboden is een 2,9 kilometer lange kabelbaan, gelegen in het Ahrntal bij Sand in Taufers in Italië. De naam Speikboden komt van de gelijknamige skiregio Speikboden, waarin deze kabelbaan ligt.
De gondelbaan werd in 2005 gebouwd door de firma Doppelmayr, en werd in het winterseizoen 2005/2006 in gebruik genomen. Hiervoor liep er eerst een stoeltjeslift in 3 delen over dit traject.
Bijzonder aan deze gondelbaan is dat het halverwege met een knik is uitgevoerd van circa 5 graden.
Alm Express · Bernhard Glück · Seenock · Skischulenbahn · Sonnklar · Speikboden